# Fiskalni konzervativizam
Fiskalni konzervativizam (također ekonomski konzervativizam ili konzervativna ekonomija) je političko-ekonomska filozofija glede fiskalne politike i odgovornosti koja se zalaže za niske poreze, smanjenu državnu potrošnju i minimalni dug države. Slobodna trgovina, deregulacija gospodarstva, niži porezi i privatizacija su temeljni elementi fiskalnog konzervativizma. Fiskalni konzervativizam slijedi filozofske poglede i klasičnog i ekonomskog liberalizma. Pojam je nastao 1930-ih u Sjedinjenim Američkim Državama u doba New Deala kao odgovor klasičnih liberala koji se nisu slagali s novom liberalnom ekonomskom politikom koju su vodili reformirani i moderni liberali.
Naime, u Sjedinjenim Državama, pojam liberalizma [???] se sve više počeo dovoditi u kontekst sa skrbničkom državom i proširenjem regulatorne politike države, nastalima kao posljedica New Deal-a i njegovih izdanaka. Fiskalni konzervativci čine jednu od tri grane tradicionalnog konzervativnog pokreta u Sjedinjenim Državama, zajedno sa socijalnim konzervativcima i konzervativcima nacionalne obrane. Mnogi Amerikanci koji su klasični liberali imaju tendenciju identificirati se kao libertarijanci, zastupajući društveno liberalne stavove i zagovarajući vanjsku politiku ne mješanja te istodobno podržavajući niže poreze i manju državnu potrošnju.

## Principi
Fiskalni konzervativizam je ekonomska filozofija razboritosti u državnoj potrošnji i dugu. Fiskalni konzervativci zagovaraju izbjegavanje deficitarnog financiranja, smanjenje ukupne državne potrošnje i državnog duga te osiguravanje proračunske ravnoteže. Drugim riječima, fiskalni konzervativci se protive vlade koja se širi izvan svojih prihoda kroz dug, ali će prije odabrati dug nego povećanje poreza.
Edmund Burke je u svojim Razmišljanjima o Francuskoj revoluciji tvrdio da vlada nema pravo stvarati velike dugove, a zatim teret njihova podmirivanja prebaciti na porezne obveznike.
Iako se svi fiskalni konzervativci općenito slažu oko pitanja manje i jeftine vlade, među njima postoje neslaganja oko prioriteta. Postoje tri glavne frakcije ili podskupine koje stavljaju naglasak na različite stvari:
- Prva skupina naglašava važnost balansiranja državnog proračuna i smanjenje državnog duga, dok državni dug smatraju ekonomski štetnim i moralno sumnjivim jer prelazi na nove generacije koje nisu sudjelovale u njegovom stvaranju kroz porezne i troškovne odluke. Spremni su uzeti u obzir povećanje poreza ako bi se taj dodatni prihod koristio za smanjenje duga, a ne povećanje potrošnje.[7]

- Druga skupina stavlja naglasak na smanjenje poreza, a ne potrošnje ili duga. Mnogi od njih prihvaćaju supply-side economics (ekonomija ponude) tvrdeći kako bi visoki porezi obeshrabrili gospodarsku aktivnost i ulaganja, dok bi smanjenje poreza rezultiralo gospodarskim rastom koji bi doveo do povećanja državnih prihoda koji bi se mogli korisiti za dugoročno smanjenje duga. Također podržavaju smanjenje poreza čak i ako bi to dovelo do kratkoročnog povećanja deficita. Neki od njih smatraju da bi povećanje prihoda kroz smanjenje poreza nepotrebno drastično smanjilo potrošnju.[7] Međutim, Kongresni ured za proračun (CBO) opetovano je izvještavao da smanjivanje poreza na dohodak povećava deficit i dug te ne plaća samo za sebe. Na primjer, CBO je procijenio da je Bushevo smanjenje poreza povećalo deficit proračuna i ukupni državni dug za oko 1,5 bilijuna dolara u razdoblju između 2002-2011[8] i da bi između 2010-2019 dodalo još gotovo 3 bilijuna dolara ako bi bilo potpuno prošireno na svim razinama dohotka.[9]

- Treća skupina stvara malu razliku između duga i poreza, naglašavajući važnost smanjenja potrošnje, a ne porezne politike ili smanjenja duga. Oni tvrde da je pravi trošak vlasti razina potrošnje, a ne kako se financira ta potrošnja. Svaki dolar koji vlada potroši je dolar preuzet od radnika, bez obzira je li riječ o dugu ili porezima. Porezi jednostavno preraspodjeljuju kupovnu moć, čineći to na posebno neučinkovit način, smanjujući tako poticaje za proizvodnju ili najam i zaduživanje te prisiljava poduzeća i investitore da kasnije očekuju više poreze.[10]